# Processus supracondylaire de l’humérus
Le processus supracondylaire de l’humérus (ou apophyse sus-épitrochléenne) (en latin : processus supracondylaris, en anglais : supra-condyloid process ou supra-trochlear spur) est une petite formation osseuse situé sur l'humérus, rare chez l'espèce humaine. Elle a été décrite pour la première fois par Friedrich Tiedemann en 1822. Elle correspond à une formation analogue présente de façon constante chez certains mammifères.

## Description
L’apophyse sus-épitrochléenne possède une forme approximativement pyramidale, elle est située à environ 6 cm (chez l’adulte) au-dessus de l’épitrochlée et à mi-distance des bords interne et antérieur de l’humérus. La plupart du temps, une bandelette fibreuse fait suite à l’apophyse et forme avec elle un canal ostéofibreux où passe le nerf médian accompagné en général d’une artère.

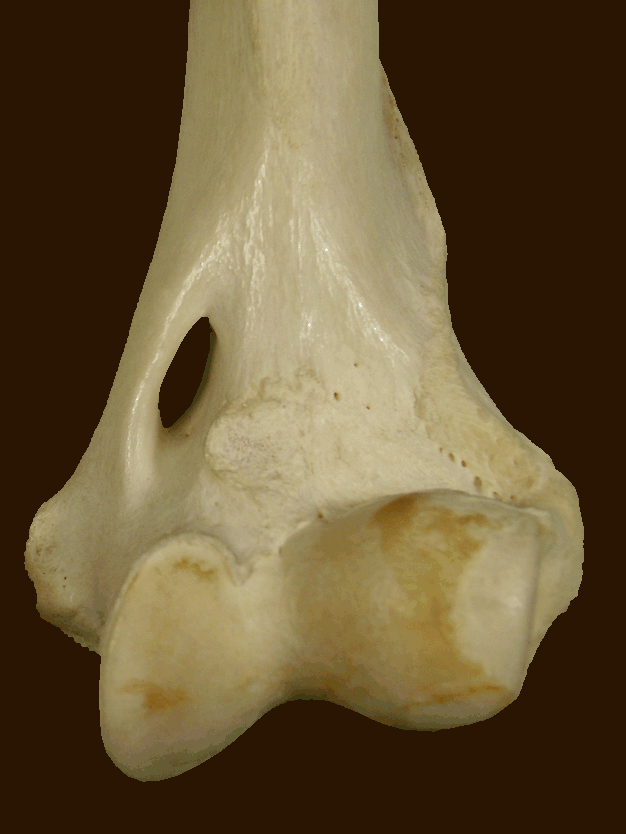
humerus de tigre avec un foramen supracondylaire bien visible

Cette variation anatomique rare chez l’homme correspond au foramen supracondylaire, présent de façon constante chez certains mammifères (certains primates, rongeurs et carnivores dont les félins, la plupart des marsupiaux, etc.) Chez ces espèces, le foramen est le plus souvent fermé par un pont osseux complet, il est destiné au passage de l’artère brachiale et du nerf médian. Ce pont osseux est donc tout à fait comparable à l'apophyse sus-épitrochléenne, sa présence chez l’homme s'expliquant vraisemblablement par la résurgence atavique d’un caractère phylogénétique.

## Embryologie
L’apophyse sus-épitrochléenne apparait probablement très tôt dans le développement embryonnaire. De nombreux cas d’apophyses sur des jeunes enfants et des nouveau-nés voire des fœtus ont été rapportés
. L’embryon humain normal développe un tubercule transitoire sur l’humérus, exactement à l’endroit où se forme l’apophyse sus-épitrochléenne
. Par contre, l’embryon ne développe habituellement aucune ébauche de bandelette fibreuse 
. La question du lien direct entre ce tubercule transitoire et la formation de l’apophyse sus-épitrochléenne n’est pas résolue.
Aucune cause favorisante n’est connue pour l’apparition d’une apophyse. Son déterminisme est probablement génétique puisque plusieurs cas familiaux ont été rapportés,.

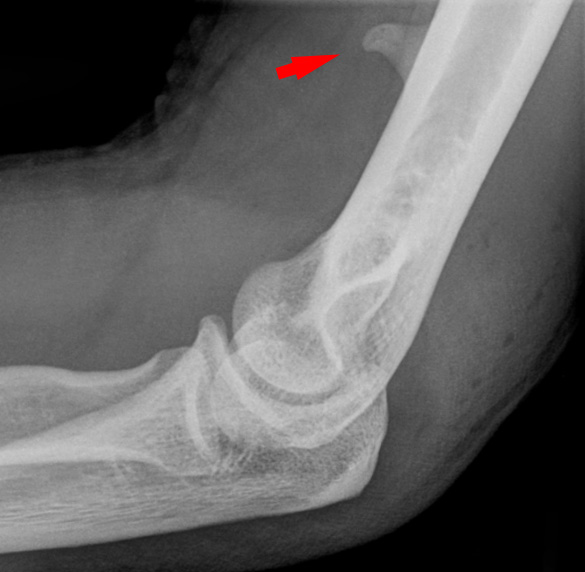
apophyse sus-épitrochléenne sur une radiographie de profil du coude

## Fréquence et répartition au sein de l'espèce humaine
La prévalence dans les diverses populations d’origine européenne se situe autour de 1%,. Elle semble beaucoup plus faible voire inexistante chez des populations amérindiennes, afro-américaines, indiennes ou asiatiques,.

## Aspect clinique
L’apophyse sus-épitrochléenne peut parfois être symptomatique par la compression nerveuse entre l’apophyse osseuse et les masses musculaires environnantes. La fracture de l’apophyse sus-épitrochléenne peut également provoquer des lésions des éléments nerveux ou artériels passant à proximité.